# J. R. Rotem
Jonathan "J.R." Rotem es un productor musical estadounidense. De padres judíos, nació en Sudáfrica en 1975. Desde pequeño quiso ser músico y comenzó a tocar el piano desde muy joven. Los padres de Rotem, rápidamente vieron que su hijo tenía talento y supusieron que su sueño de transformarse en músico, sería realidad. Tocaba música clásica desde pequeño en la escuela, hasta que descubrió su fascinación por el hip-hop.
Ha producido pistas para artistas y grupos como The Game, Destiny's Child, Britney Spears, Snoop Dogg, Avril Lavigne, JoJo, Ashley Tisdale y Rihanna entre otros. También ha vendido como ningún otro que Dr. Dre, quien también es productor musical. Actualmente Rotem reside en Los Ángeles, donde crea la mayoría de su música.
En el 2007 fundó su propia Compañía discográfica, Beluga Heights, junto con su mánager Zach Katz. Sean Kingston, un joven rapero de Miami, fue el primer cantante de su casa discográfica.
En diciembre del 2006, Rotem fue enlacado románticamente con el ícono pop Britney Spears, cosa que fue pronto clasificada simplemente como un rumor por la revista People.
Pareja.Kiely Williams 2007-presente.

## Discografía

### Canciones y sencillos producidos por J.R. Rotem
| Año  | Artista                                           | Canción                                            | Chart position | Chart position | Chart position | Chart position |
| Año  | Artista                                           | Canción                                            | US             | UK             | GER            | AUS            |
| ---- | ------------------------------------------------- | -------------------------------------------------- | -------------- | -------------- | -------------- | -------------- |
| 2006 | Rihanna                                           | "SOS"                                              | 1              | 2              | 2              | 1              |
| 2006 | Lil' Kim                                          | "Whoa"                                             | 104            | 43             | –              | –              |
| 2006 | Rick Ross                                         | "Push It"                                          | 57             | –              | –              | –              |
| 2006 | Paris Hilton                                      | "I Want You"                                       | –              | –              | –              | –              |
| 2006 | Sean Kingston                                     | "Beautiful Girls"                                  | 1              | 1              | 10             | 1              |
| 2006 | Sean Kingston                                     | "Me Love"                                          | 14             | 32             | 48             | 11             |
| 2006 | Sean Kingston                                     | "Take You There"                                   | 7              | 47             | –              | 34             |
| 2006 | Ashley Tisdale                                    | "He Said She Said"                                 | 58             | 155            | 17             | –              |
| 2006 | JoJo                                              | "The High Road"                                    | –              | –              | –              | –              |
| 2006 | Kevin Federline                                   | "America's Most Hated"                             | –              | –              | –              | –              |
| 2007 | Chamillionaire feat. Slick Rick                   | "Hip Hop Police"                                   | 101            | 50             | –              | –              |
| 2007 | The Cheetah Girls                                 | "Fuego"                                            | –              | –              | –              | –              |
| 2007 | Britney Spears                                    | "Everybody"                                        | –              | –              | –              | –              |
| 2007 | Lil Scrappy                                       | "Livin' in the Projects"                           | –              | –              | –              | –              |
| 2007 | Jada feat. Sean Kingston                          | "I'm that Chick"                                   | –              | –              | –              | –              |
| 2007 | Nicole Scherzinger feat. will.i.am                | "Baby Love (Remix)"                                | 108            | 14             | 5              | 58             |
| 2007 | Baby Bash feat. Sean Kingston                     | "What Is It"                                       | 57             | –              | –              | –              |
| 2007 | Plies                                             | "1 Mo Time"                                        | –              | –              | –              | –              |
| 2007 | Plies                                             | "I Am the Club"                                    | –              | –              | –              | –              |
| 2007 | Fabolous                                          | "Can You Hear Me"                                  | –              | –              | –              | –              |
| 2007 | Mýa feat. Snoop Dogg                              | "Walka Not A Talka"                                | –              | –              | –              | –              |
| 2008 | The D.E.Y.                                        | "Give You the World"                               | 119            | –              | –              | –              |
| 2008 | Rick Ross feat. T-Pain                            | "The Boss"                                         | 17             | –              | –              | –              |
| 2008 | Flo Rida feat. Sean Kingston                      | "Roll"                                             | 59             | –              | –              | –              |
| 2008 | Plies feat. Ne-Yo                                 | "Bust It Baby Pt. 2"                               | 7              | 93             | –              | –              |
| 2008 | Bun B feat. Sean Kingston                         | "That's Gangsta"                                   | 122            | –              | –              | –              |
| 2008 | Mann feat. Sean Kingston                          | "Ghetto Girl"                                      | –              | –              | –              | –              |
| 2008 | Leona Lewis                                       | "Better in Time"                                   | 11             | 2              | 2              | 6              |
| 2008 | Vanessa Hudgens                                   | "Sneakernight"                                     | 88             | 164            | 98             | 94             |
| 2008 | Jesse McCartney                                   | "My Baby"                                          | –              | –              | –              | –              |
| 2008 | James Fauntleroy                                  | "Strength"                                         | –              | –              | –              | –              |
| 2008 | E-40 feat. The Game & Snoop Dogg                  | "Pain No More"                                     | 111            | –              | –              | –              |
| 2008 | Cory Gunz feat. Jason Derulo                      | "Gamble on Me"                                     | 125            | –              | –              | –              |
| 2008 | Plies feat. Ashanti                               | "Want It, Need It"                                 | 96             | –              | –              | –              |
| 2008 | Mike Jones feat. Nae Nae                          | "Next to You"                                      | 63             | –              | –              | –              |
| 2009 | Anastacia                                         | "Defeated"                                         | –              | –              | –              | –              |
| 2009 | Maino                                             | "However Do U Want It"                             | 124            | –              | –              | –              |
| 2009 | Piles                                             | "Becky"                                            | 104            | –              | –              | –              |
| 2009 | Iyaz                                              | "Replay"                                           | 2              | 1              | 7              | 1              |
| 2009 | Iyaz                                              | "Solo"                                             | 32             | 3              | 25             | 48             |
| 2009 | Iyaz                                              | "So Big"                                           | –              | 40             | –              | –              |
| 2009 | Mann feat. Jason Derülo                           | "Text"                                             | –              | –              | –              | –              |
| 2009 | Tynisha Keli                                      | "Lights Out"                                       | –              | –              | –              | –              |
| 2009 | Auburn                                            | "Superman"                                         | –              | –              | –              | –              |
| 2009 | "I'm at War"                                      | Sean Kingston feat. Lil Wayne                      | –              | –              | –              | –              |
| 2010 | Dima Bilan                                        | "Changes"                                          | –              | –              | –              | –              |
| 2010 | Jason Derulo                                      | "Whatcha Say"                                      | 1              | 3              | 7              | 5              |
| 2010 | Jason Derulo                                      | "In My Head"                                       | 5              | 1              | 9              | 1              |
| 2010 | Jason Derulo                                      | "Ridin' Solo"                                      | 9              | 2              | 24             | 4              |
| 2010 | Jason Derulo                                      | "What If"                                          | 76             | 12             | –              | 32             |
| 2010 | Jason Derulo                                      | "The Sky's the Limit"                              | –              | 68             | –              | 22             |
| 2010 | JLS                                               | "Everybody in Love"                                | –              | 1              | –              | –              |
| 2010 | Lindsay Lohan                                     | "Too Young To Die"                                 | –              | –              | –              | –              |
| 2010 | The Ready Set                                     | "Love Like Woe"                                    | 27             | –              | –              | –              |
| 2010 | B.o.B feat. T.I.                                  | "Not Lost"                                         | –              | –              | –              | –              |
| 2010 | Sean Kingston                                     | "Secret"                                           | –              | –              | –              | –              |
| 2010 | Sean Kingston                                     | "She Moves"                                        | –              | –              | –              | –              |
| 2010 | Auburn feat. Iyaz                                 | "La La La"                                         | 51             | –              | –              | –              |
| 2010 | Romance on a Rocketship                           | "Skin & Bones"                                     | –              | –              | –              | –              |
| 2010 | Sarah Connor                                      | "Fall Apart"                                       | –              | –              | –              | –              |
| 2010 | Fefe Dobson                                       | "Stuttering"                                       | –              | –              | –              | –              |
| 2010 | Ilya                                              | "Preapproved"                                      | –              | –              | –              | –              |
| 2010 | Cheryl Cole                                       | "Better to Lie"                                    | –              | –              | –              | –              |
| 2011 | Kat Graham                                        | "I Want It All"                                    | –              | –              | –              | –              |
| 2011 | Mann feat. 50 Cent                                | "Buzzin'"                                          | 73             | 6              | –              | –              |
| 2011 | Nicki Minaj feat. Rihanna                         | "Fly"                                              | 19             | 16             | –              | 18             |
| 2011 | Nicki Minaj                                       | "Girls Fall Like Dominoes'"                        | –              | 24             | –              | 99             |
| 2011 | Mann feat. Snoop Dogg and Iyaz                    | "The Mack"                                         | –              | 28             | –              | 68             |
| 2011 | Iyaz feat. Travie McCoy                           | "Pretty Girls"                                     | 43             | –              | –              | –              |
| 2011 | Cover Drive                                       | "Lick Ya Down"                                     | –              | 9              | –              | –              |
| 2011 | Big Time Rush                                     | "Invisible"                                        | –              | –              | –              | –              |
| 2011 | Jason Derulo                                      | "Pick Up the Pieces"                               | –              | –              | –              | 37             |
| 2011 | Jason Derulo                                      | "Dumb"                                             | –              | –              | –              | –              |
| 2011 | Jason Derulo                                      | "Be Careful"                                       | –              | –              | –              | –              |
| 2012 | Mann feat. T-Pain                                 | "Get It Girl"                                      | –              | –              | –              | –              |
| 2012 | Chris Rene                                        | "Young Homie"                                      | 101            | –              | –              | –              |
| 2012 | Nicki Minaj                                       | "Marilyn Monroe"                                   | 104            | 121            | –              | –              |
| 2012 | Machine Gun Kelly feat. Cassie                    | "Warning Shot"                                     | –              | –              | –              | –              |
| 2012 | Maroon 5                                          | "Wipe Your Eyes"                                   | 80             | –              | –              | –              |
| 2013 | Jessica Sanchez                                   | "Don't Come Around"                                | –              | –              | –              | –              |
| 2013 | Sean Kingston feat. T.I.                          | "Back 2 Life (Live It Up)"                         | 109            | –              | 70             | –              |
| 2013 | Sean Kingston                                     | "Bomba"                                            | –              | –              | –              | –              |
| 2013 | Sean Kingston                                     | "Ordinary Girl"                                    | –              | –              | –              | –              |
| 2013 | Sean Kingston feat. Busta Rhymes                  | "How We Survive"                                   | –              | –              | –              | –              |
| 2014 | Mike Jay feat. YG & Too $hort                     | "For a Week"                                       | –              | –              | –              | –              |
| 2014 | Fall Out Boy                                      | "Centuries"                                        | 10             | 22             | 71             | 55             |
| 2015 | Meghan Trainor                                    | "No Good for You"                                  | –              | –              | –              | –              |
| 2015 | Fifth Harmony                                     | "Like Mariah"                                      | –              | –              | –              | –              |
| 2015 | Empire                                            | "Born To Love U"                                   | –              | –              | –              | –              |
| 2015 | Empire                                            | "Do It"                                            | –              | –              | –              | –              |
| 2015 | Empire                                            | "Mimosa"                                           | –              | –              | –              | –              |
| 2015 | Empire                                            | "Runnin"                                           | –              | –              | –              | –              |
| 2015 | Empire                                            | "Powerful (feat. Jussie Smollett and Alicia Keys)" | –              | –              | –              | –              |
| 2015 | Empire                                            | "Miracles"                                         | –              | –              | –              | –              |
| 2015 | Gwen Stefani                                      | "Used to Love You"                                 | 52             | 157            | –              | 57             |
| 2015 | Who Is Fancy feat. Ariana Grande & Meghan Trainor | "Boys Like You"                                    | 118            | –              | –              | –              |
| 2016 | Panic! at the Disco                               | "Don't Threaten Me with a Good Time"               | –              | –              | –              | –              |
| 2016 | Empire                                            | "Crown"                                            | –              | –              | –              | –              |
| 2016 | Empire                                            | "Freedom"                                          | –              | –              | –              | –              |
| 2016 | Rick Ross                                         | "Can't Say No" feat. Mariah Carey                  | –              | –              | –              | –              |
| 2016 | Charlie Puth                                      | "Dangerously"                                      | –              | –              | –              | –              |
| 2016 | Gwen Stefani                                      | "Naughty"                                          | –              | –              | –              | –              |
| 2016 | Gwen Stefani                                      | "Red Flag"                                         | –              | –              | –              | –              |
| 2016 | Gwen Stefani                                      | "Getting Warmer"                                   | –              | –              | –              | –              |
| 2016 | Gwen Stefani                                      | "Rocketship"                                       | –              | –              | –              | –              |
| 2016 | Gwen Stefani                                      | "War Paint"                                        | –              | –              | –              | –              |
| 2016 | Gwen Stefani                                      | "Me Without You"                                   | –              | –              | –              | –              |
| 2016 | Gwen Stefani                                      | "Splash"                                           | –              | –              | –              | –              |
| 2016 | Gwen Stefani                                      | "Obsessed"                                         | –              | –              | –              | –              |
| 2016 | Gwen Stefani                                      | "Loveable"                                         | –              | –              | –              | –              |